# 馬柴尼尤克山
13°27′42″S 74°46′22″W / 13.46167°S 74.77278°W
馬柴尼尤克山（Mach'ayniyuq），是秘魯的山峰，位於該國中南部阿亞庫喬大區，由坎加約省的帕拉斯區負責管轄，屬於安地斯山脈的一部分，海拔高度4,600米。